# 1819
Het jaar 1819 is het 19e jaar in de 19e eeuw volgens de christelijke jaartelling.

## Gebeurtenissen
januari
- 25 - Stichting van de Universiteit van Virginia in Charlottesville door Thomas Jefferson.

februari
- 6 - Stamford Raffles, gouverneur van Bengkulu, sluit namens de Britse Oost Indische Compagnie een verdrag met Tengku Hussein, broer van de sultan van Johor. De Compagnie mag een handelspost vestigen aan de monding van de Singaporerivier.
- 22 - Spanje staat Florida af aan de Verenigde Staten van Amerika in het Adams-Ónis Verdrag.

maart
- 16 - De Savannah arriveert vanuit de werf in New York in de haven van Savannah. Vervolgens steekt zij als eerste schip met een stoommachine de Atlantische Oceaan over, echter het grootste deel van de reis wordt er gezeild.
- 23 - Moord op de toneelschrijver August von Kotzebue, die in zijn Literarisches Wochenblatt patriottisch gezinde Duitse studenten bespotte. De dader is de radicale Burschenschafter (lid van een studentencorporatie) Karl Ludwig Sand.
- 25 - Meindert Niemeijer begint in Groningen een winkel in koloniale waar, die zal uitgroeien tot de tabaksfabrikant Koninklijke Theodorus Niemeyer BV

april
- 14 - De Engelse stad Birmingham neemt straatverlichting door gaslicht in gebruik.
- 28 - Een groep Britse officieren gelegerd in India ontdekt tijdens de jacht op een tijger de grotten van Ajanta.

mei
- 12 - Met de inwerkingtreding van de Wet op den ophef der Inkomende en Uitgaande rechten en der Accijnzen krijgt Nederland een moderne douanewetgeving.

juni
- In Leiden wordt de oudste Leidse studentensociëteit Minerva opgericht.

juli
- 6 - De Franse ballonvaarder Sophie Blanchard verongelukt als haar ballon vlam vat door vuurwerk dat ze zelf heeft afgestoken.
- 20 - Gevolmachtigden van Engeland, Oostenrijk, Pruisen en Rusland sluiten te Frankfurt een algemeen reces waarin de grenzen van de Europese staten worden vastgelegd. Het reces is het sluitstuk van het Congres van Wenen.

augustus
- 16 - Peterloo Massacre. In augustus komen duizenden Engelsen bijeen om op St. Peter's Field in Manchester verschillende democratische hervormingen te eisen, waaronder algemeen kiesrecht voor zowel mannen als vrouwen en een jaarlijks parlement. Het leger treedt hard op en het eindigt in een bloedbad.
- 16 - einde van de onafhankelijkheid van het Sultanaat Pontianak op Borneo.

september
- 20 - Alle leden van de Duitse Bond nemen de Besluiten van Karlsbad aan, waarbij liberale beginselen worden verlaten en vrijheidsrechten afgeschaft.

november
- 8 - Als uitvloeisel van de besluiten van Karlsbad wordt in de Duitse Bond de Zentralkommission zur Untersuchung hochverräterischer Umtriebe opgericht, de eerste veiligheidsdienst.
- 19 - Opening van het Museo Nacional del Prado in Madrid.

december
- 14 - Alabama treedt als 22e staat toe tot de Verenigde Staten van Amerika.
- 17 - Onder leiding van Simon Bolivar wordt Groot-Colombia onafhankelijk. Bolivar wordt de eerste president.
- 31 - De Pruisische minister Wilhelm von Humboldt en enkele gelijkgezinden treden af uit protest tegen de reactionaire wending in het landsbestuur.

zonder datum
- Uitvinding van het zogenaamde 'nachtschrift' door de Franse artillerieofficier Charles Barbier, voor nachtelijke communicatie door het leger in oorlogstijd. Zie ook Braille.

## Muziek
- Franz Schubert componeert het Forellenkwintet (Pianokwintet in A gr.t. D 667)
- Carl Maria von Weber schrijft het pianorondo "Aufforderung zum Tanz" op. 65.

## Beeldende kunst

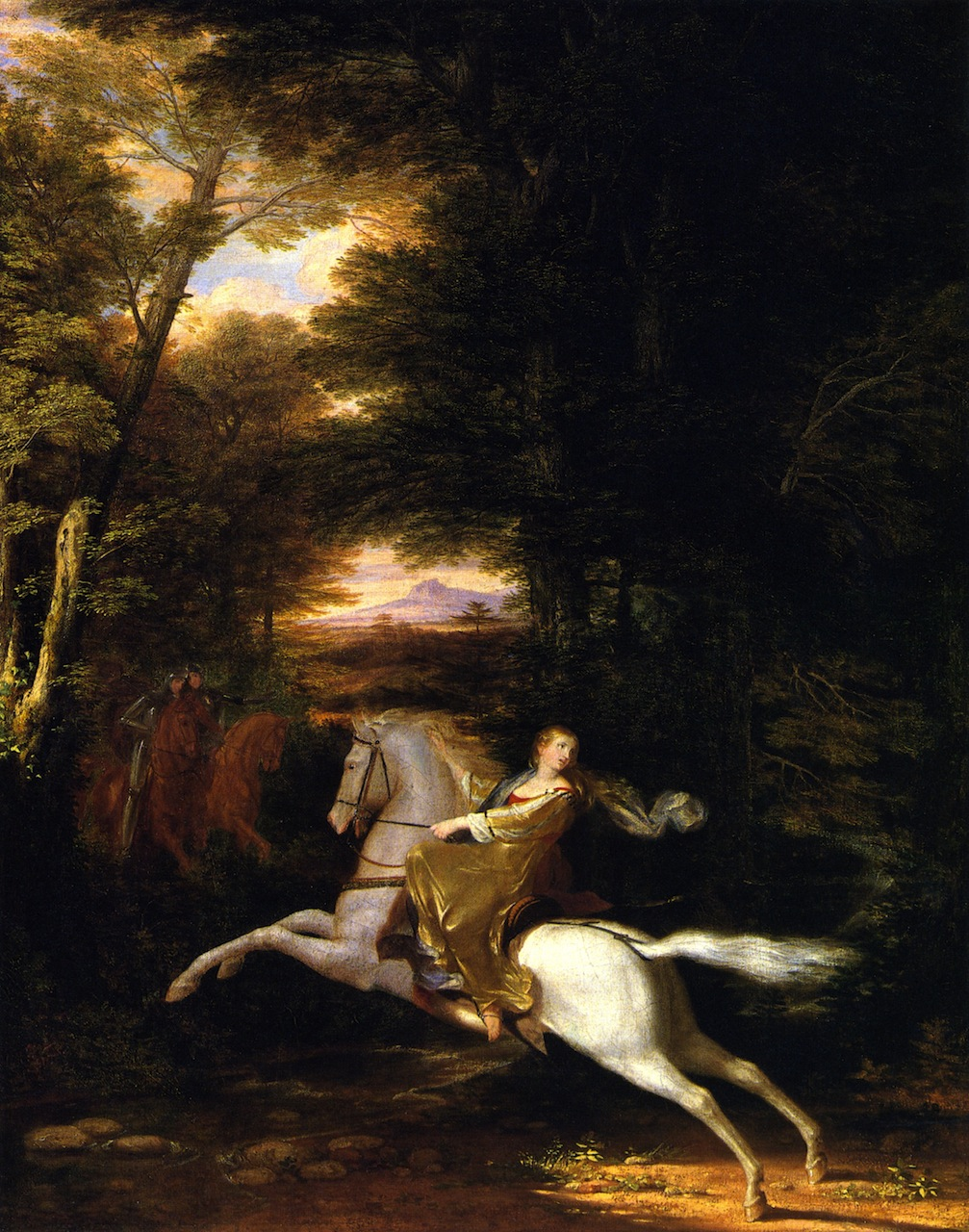
De vlucht van Florimel (1819) Washington Allston, Institute of Fine Arts, Detroit
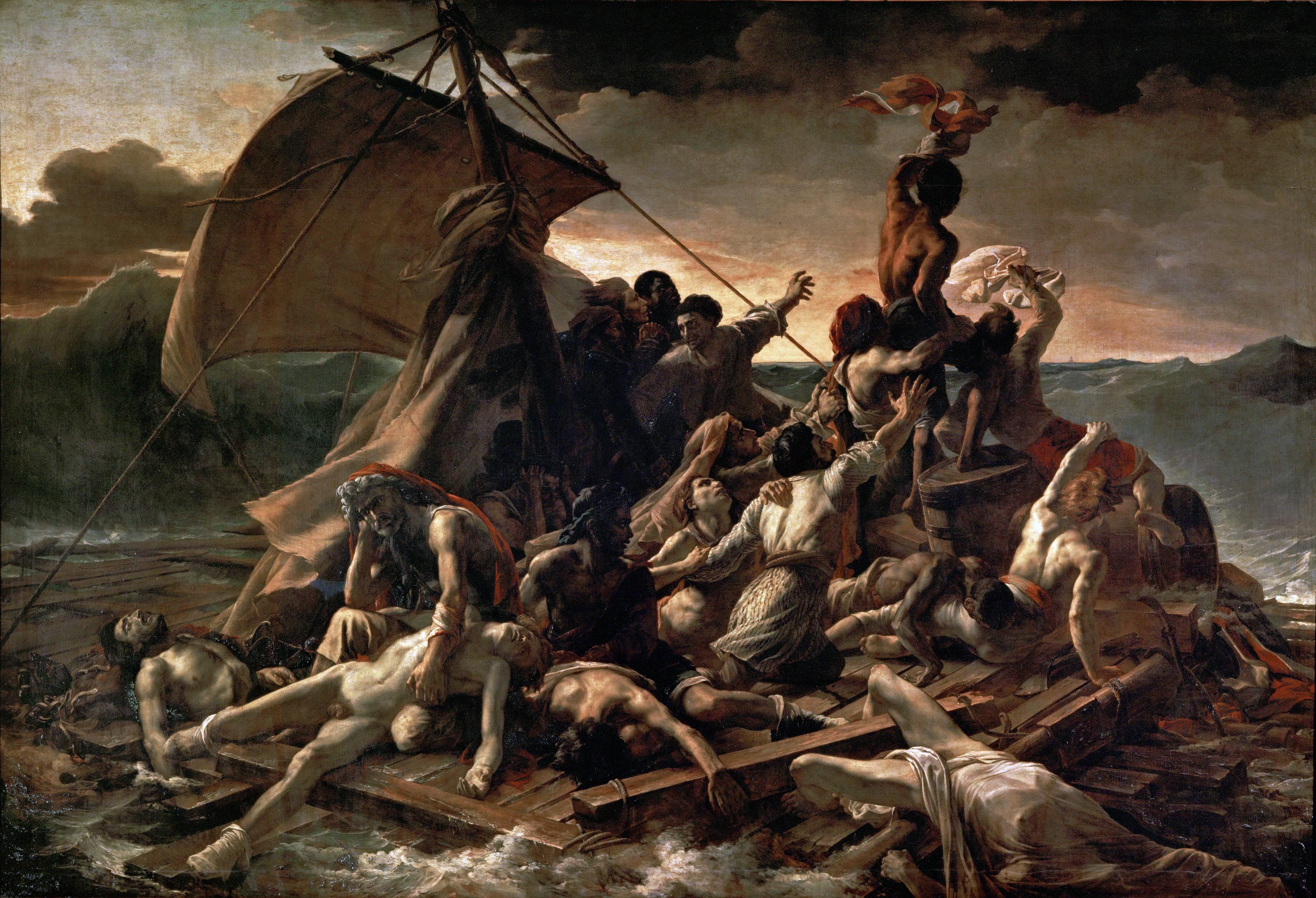
Het vlot van de Medusa van Théodore Géricault

## Bouwkunst

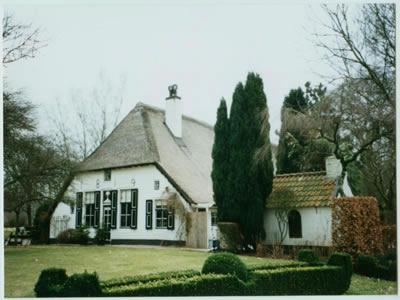
Boerderij Vierhouten (1819)

## Geboren
januari

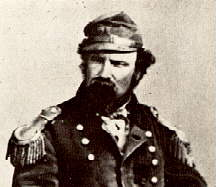
Joshua Norton

- 26 - Ulrikka Fredrikke Lehmann Barth, Noors componiste (overleden 1903)

februari
- 14 - Joshua Norton, Amerikaans 'keizer van de Verenigde Staten' (overleden 1880)

maart
- 2 - Samuel Brannan, Amerikaans ondernemer en journalist (overleden 1889)
- 3 - Gustave de Molinari, Belgisch econoom (overleden 1912)
- 28 - André Disdéri, Frans fotograaf en uitvinder (overleden 1889)

april
- 18 - Franz von Suppé, Oostenrijks componist (overleden 1895)
- 20 - Henri Knip, Nederlands kunstschilder (overleden na 1897)

mei
- 12 - Dirk Vreede, Nederlands politicus (overleden 1886)
- 16 - Johann Voldemar Jannsen, Estisch journalist en dichter (overleden 1890)
- 24 - Koningin Victoria van Groot-Brittannië en Ierland (overleden 1901)
- 27 - George V van Hannover, laatste koning van Hannover (overleden 1878)
- 31 - Walt Whitman, Amerikaans dichter en essayist (overleden 1892)

juni
- 3 - Johan Jongkind, Nederlands kunstschilder (overleden 1891)
- 10 - Gustave Courbet, Frans schilder (overleden 1877)
- 23 - Cornelis Cardinaal, Nederlands politiefunctionaris (overleden 1893)
- 30 - William Wheeler, Amerikaans politicus en vicepresident (overleden 1887)

juli
- 2 - Charles-Louis Hanon, Franse piano pedagoog en componist (overleden 1900)
- 9 - Petrus Marius Molijn, Nederlands kunstschilder, etser en lithograaf (overleden 1849)
- 17 - Eunice Newton Foote, Amerikaans natuurkundig (overleden 1888)

augustus
- 1 - Herman Melville, Amerikaans schrijver (overleden 1891)
- 25 - Allan Pinkerton, Amerikaans detective (overleden 1884)
- 26 - Albert van Saksen-Coburg en Gotha, echtgenoot en prins-gemaal van de Britse koningin Victoria (overleden 1861)

september
- 13 - Clara Schumann-Wieck, Duits pianiste en componiste; echtgenote van Robert Schumann (overleden 1895)
- 19 - Léon Foucault, Frans uitvinder van de gyroscoop (overleden 1868)

oktober
- 4 - Francesco Crispi, Italiaans politicus (overleden 1901)
- 6 - Willem Albert Scholten, Nederlands industrieel (overleden 1892)
- 15 - Clément Juglar, Frans doctor en statisticus (overleden 1905)
- 22 - Frederik Nicolaas Nieuwenhuijzen, bestuurder in Nederlands-Indië (overleden 1892)

november
- 22 - George Eliot, (Mary Ann Evans), Engels schrijfster (overleden 1880)

december
- 23 - Jan Jakob Lodewijk ten Kate, Nederlands dichter en dominee (overleden 1889)
- 30 - Theodor Fontane, Duits romanschrijver (overleden 1898)

## Overleden
januari
- 15 - Johann Jakob Roemer (56), Zwitsers arts, botanicus, en entomoloog

mei
- 24 - Jan Hendrik van Kinsbergen (84), Nederlands zeeofficier

augustus
- 19 - James Watt (83), Schots uitvinder van de stoommachine

september
- 6 - Jiří Družecký (74), Boheems componist, kapelmeester, hoboïst en paukenist